# Newseum

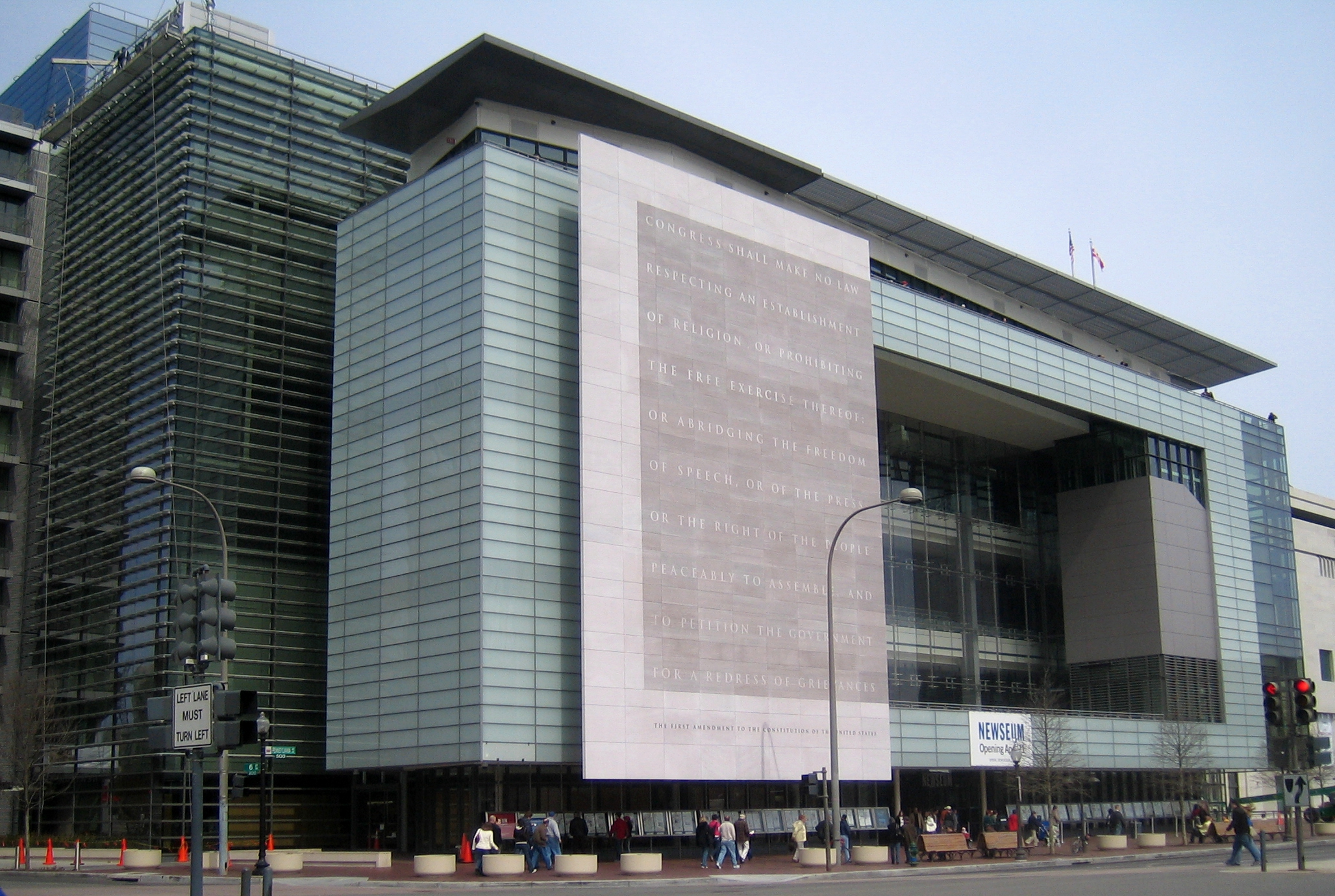
Atual sede

Newseum é um museu interativo dedicado ao jornalismo localizado na capital dos Estados Unidos, a cidade de Washington DC.
Foi criado no dia 18 de abril de 1997 na localidade de Rosslyn (no Condado de Arlington), estado da Virginia. No ano de 2000, foi transferido para a cidade de Washington. Sua sede, inaugurada no ano de 2008, esta instalada na Avenida Pensilvânia, num prédio de sete andares que contém 15 teatros e 14 galerias.